# Katedra Wniebowzięcia Najświętszej Maryi Panny w Tuam
Katedra Wniebowzięcia Najświętszej Maryi Panny w Tuam, powszechnie znana jako Katedra w Tuam – katedra rzymskokatolicka archidiecezji Tuam w Irlandii. Geograficzne granice archidiecezji obejmują połowę hrabstwa Galway, połowę hrabstwa Mayo i część hrabstwa Roscommon. Przed angielską reformacją, diecezjalną katedrą był kościół Najświętszej Maryi Panny, który został zbudowany w XIV wieku, na miejscu wcześniejszego budynku. Na spotkaniu Williama Mullaly’ego z królową Elżbietą I Tudor jako Arcybiskupa Tuam dla religii panującej, katolickie duchowieństwo straciło katedrę. Prawie trzy wieki miały upłynąć zanim rozluźnienie Penal Laws pozwoliło na zamianę budynku – obecnego gmachu.